# Wanadadi (plaats)
Wanadadi is een bestuurslaag in het regentschap Banjarnegara van de provincie Midden-Java, Indonesië. Wanadadi telt 2873 inwoners (volkstelling 2010).